# Lea Lublin
Lea Lublin (geboren 9. Oktober 1929 in Brest, damals Polen; gestorben 17. November 1999 in Paris) war eine argentinisch-französische Künstlerin, die durch teils großräumige Installationen, künstlerische Interventionen und dekonstruktivistische Analysen bekannt geworden ist. Ihr Werk ist geprägt durch Bezüge zum Feminismus und zur Psychoanalyse.

## Leben
Lublin wurde in einer jüdischen Familie geboren, die 1931 nach Argentinien emigrierte, wo sie in Buenos Aires aufwuchs. In der Schule durch außergewöhnliches zeichnerisches Talent aufgefallen, besuchte sie ab dem Alter von zwölf Jahren Kurse an der Academia Nacional de Bellas Artes, wo sie 1949 ihren Abschluss machte. Seit Ende der 1950er Jahre reiste sie immer wieder nach Paris, 1965 zog sie für mehrere Jahre ganz nach Frankreich, ab 1968 pendelte sie zwischen Paris und Südamerika und war mit Künstlern aus beiden Kulturräumen eng vernetzt. Von 1977 bis 1994 war sie Dozentin für Bildende Kunst an der Pariser Sorbonne. Sie starb 1999 im Alter von 70 Jahren in Paris an Krebs.
Sie hatte lebenslang eine enge Beziehung zu ihrem Sohn Nicolas, der ihren Nachlass verwaltet.

## Werk
Lea Lublin studierte Malerei und wurde zunächst mit Gemälden bekannt, die vom Expressionismus beeinflusst waren. Sie wollte 1963 mit den Bildern der Ausstellung Bêtes et explosions auf die Nukleare Bedrohung hinweisen. Weitere expressionistisch ausgerichtete Bildreihen stellte sie unter den Titeln Prèmonition und Incitation au massacre aus. Gleichzeitig wurde sie nach eigenen Angaben durch den Erfolg der Ausstellungen frustriert, denn ihre existentialistischen Bilder wurden von wohlhabenden Sammlern gekauft und in elegante Wohnzimmer gehängt. Sie nahm diese Diskrepanz als Grenzen der Malerei wahr, politische, ökologische oder soziale Botschaften zu vermitteln. Es wurde ihr unmöglich, sich „in einem Atelier einzuschließen und dort schöne Bilder anzufertigen“.
1965 änderte sie ihren Stil radikal und schuf Installationen, die die Betrachter aktivieren und zu einem intensiveren Blick zwingen sollten. In den Werken der Serie Voir claire nutzte sie billige Reproduktionen ikonografischer Bilder, die so vertraut sind, dass sie gar nicht mehr wirklich gesehen werden. Die Mona Lisa stellte sie hinter eine Glasscheibe, die mit perspektivischen Elementen übermalt war. Besucher sollten das Bild mit Wasser bespritzen, das dann von einem installierten Scheibenwischer wieder entfernt wurde. Weitere Motive dieser Reihe waren Porträts der Helden des lateinamerikanischen Unabhängigkeitskampfes, wie sie in Südamerika überall in Amtsstuben, Schulzimmern aber auch großformatig in der Öffentlichkeit hingen.
Im Mai 1968, als in Paris die von Studenten ausgelösten Unruhen ihren Höhepunkt erlebten, beteiligte Lublin sich am 24. Salon de Mai im Musée d’art moderne de la Ville de Paris, der Pariser Künstler und ihrer Verbände. Während ihre Kollegen  noch fast ausschließlich Malerei und Skulptur ausstellten, stellte Lublin unter dem Titel Mon Fils (Mein Sohn) das Kinderbettchen ihres 8 Monate alten Sohns in die Ausstellung und lebte während der Öffnungszeiten dort mit ihm unter einem selbst-hergestellten Wandschmuck mit kindlichen Motiven aus Plexiglas. Sie vollzog den ganz normalen Alltag der Mutter eines Babys mit Stillen, Wechseln der Windeln und dem Singen von Gute-Nacht-Liedern. Gerade damit war sie radikal. Sowohl gegenüber der patriarchalen Kunstwelt, die Künstlerinnen auf die Rolle der Frau reduzierten, aber auch im Kontext einer Debatte innerhalb der feministischen Kunstszene. Denn die Rolle der Mutter mit ihrer Verantwortung für das Kind stieß sich mit der Behauptung von Autonomie des Künstlers und der (kinderlosen) Künstlerin und dem Versuch, das Private von der künstlerischen Welt zu trennen. Lublin stellte diese Ansprüche an grenzenlose Individualität und Autonomie in Frage und präsentierte sich als Künstlerin, die in die Gesellschaft „verwickelt“ ist.
Im Herbst 1968 nach Buenos Aires zurückgekehrt, wurde Lublin mit der argentinischen Gesellschaft in der Militärdiktatur unter Juan Carlos Onganía seit 1966 konfrontiert. Der Bereich der Künste war bis dahin, anders als die Universitäten von Eingriffen der Staatsmacht weitgehend frei geblieben. Das Programm für bildende Kunst am privat finanzierten Instituto Torcuato Die Tella unter der Leitung von Jorge Romero Brest war ein einflussreiches Zentrum gesellschaftlich wirksamer Kunst geworden. Anfang 1969 setzte Lublin bei Brest ihr erstes großes Environment Terranautas um. Durch einen labyrinthisch geführten Gang mussten sich die Besucher im Dunklen, ausgerüstet mit einem Bergbauhelm und Stirnlampe, durch eine Umgebung mit künstlichen und natürlichen Elementen begeben. Naturprodukte gaben Geruch ab, dazu lief elektronische Musik. In Leuchtschrift erschienen Anweisungen: „Sieh dich in aller Ruhe um“, „Such dir was aus und schlag zu“, „Zieh dich nackt aus und denk nach“, „Die Kunst wird lebendig werden“.
Ende des Jahres 1969 wurde sie aufgrund des Erfolgs der Terranautas eingeladen, wieder unter Kooperation mit dem Instituto Torcuato Die Tella eine weitere, noch größere Installation unter dem Titel Fluvio Subtunal zu verwirklichen. Diese fand im offiziellen Kunstprogramm zum bis dahin größten Infrastrukturprojekt Argentiniens statt. Der neue Autobahntunnel Túnel Hernandarias unterquerte den Río Paraná und verband so die beiden wirtschaftlich bedeuteten Provinzhauptstädte Santa Fe de la Vera Cruz und Paraná erstmals dauerhaft. Mit der umfangreichen und technisch anspruchsvollen Baumaßnahme wollte sich Argentinien in die erste Reihe der Industrienationen einordnen.
Sie hatte 900 m2 in einem ehemaligen Supermarkt in Santa Fe zur Verfügung und baute einen Art Parcours auf, der den Gegensatz zwischen Natur und Technologie vermitteln sollte. Beim Gang durch neun Zonen erkundeten die Besucher die Elemente Wasser und Luft, benutzten schwere Baumaschinen, nahmen Eindrücke mit verschiedenen Sinnen wahr und durchquerten den symbolischen Straßentunnel, bevor sie in einer Naturzone einen Streichelzoo erreichten. Den Abschluss bildete ein Bereich kreativer Teilnahme, wo die Besucher verschiedene Aktivitäten ausprobieren konnten. Hier verwendete Lublin erstmals explizite sexuelle Motive, den Tunnel betraten Besucher, indem sie sich durch eine „Vagina“ aus zwei senkrechte Lippen aus aufgeblasenen Kunststoffschläuchen zwängten, der Tunnel selbst aus einem Plastikzylinder stellte einen Penis da. Lublin selbst erklärte später diesen Teil des Werkes als Darstellung der „doppelten Sexualität […], die wir in uns tragen“ und befasste sich lebenslang mit deren symbolischen und direkten Kraft.
Im künstlerischen Rahmenprogramm der staatliche ausgerichteten Exposoción Panamerica de Ingeniería 1970 zeigte sie ein Acrylbild eines nackten Paars im Sexakt; aufgrund von Beschwerden wurde das Bild zunächst verhängt und dann konfisziert, gegen Lublin wurde ein Verfahren wegen Erregung öffentlichen Ärgernisses eingeleitet. Sie wich in das Chile Salvador Allendes aus und konnte im Museo Nacional de Bellas Artes in Santiago de Chile ein weiteres, völlig neuartiges Konzept ausführen: Cultura: Dentro y fuera del museo (Kultur: In- und außerhalb des Museums). Lublin suchte sich einen Beraterkreis aus den führenden Sozialwissenschaftlern des Landes und erstellte mit ihnen in monatelanger Arbeit großformatige Schautafeln zu Soziologie, Ökonomie, Chemie, Philosophie, Psychoanalyse und weiteren Feldern. An der Außenfassade des Museums projizierte sie Nachrichtenfotos und lockte so Besucher an, die in der Ausstellung Wissen über Hintergründe und Zusammenhänge zu Politik und Gesellschaft fanden. Zum Ausgang des Museums fanden die Besucher nur, indem sie bekannte Bilder der Kunstgeschichte durchdrangen, die auf parallele Streifen projiziert wurden. Für Lublin war diese Installation die Ablösung der traditionellen Kunst durch gesellschaftlich verantwortungsvolle Tätigkeit des Künstlers. Auf die flower power der Hippies reagierte sie mit der Flower shower (spanisch: Flor de ducha). Blumengebilde aus psychedelisch eingefärbtem Kunststoff mit eingebauten Duschköpfen, die sie bei Events im Freien installierte.
Als Lublin im folgenden Jahr eingeladen wurde, im Pariser Musée d’art moderne de la Ville de Paris de Paris an der Ausstellung Art/Video Confrontations mitzuwirken, bot sie eine neue Umsetzung des Cultura-Projekts an. Weil ihre vorgeschlagenen Experten vom Museum abgelehnt wurden, wechselte sie „vom geschriebenen auf das gesprochenen Wort“ und entwarf ihre Interrogations sur l'art. Discours sur l'art (Befragungen zur Kunst, Debatten über Kunst). Das Setting war das einer Psychotherapiesitzung. Ausstellungsbesucher legten sich auf die Couch und bekamen von Lublin Fragen über die Funktion und Rolle der Kunst gestellt, zu denen sie persönliche Beiträge formulierten. Lublin filmte die Teilnehmer mit einer Fernsehkamera, das Bild wurde auf einem Monitor im Blickfeld der Sprecher gezeigt, diese konnten sich live beim Sprechen sehen, so dass eine psychoanalytische Rückkopplung entstand, die den Kommunikationskonzept von Jacques Lacan entsprach.
Dieses Konzept setzte Lublin in den folgenden Jahrzehnten mehrmals in verschiedenen französischen und europäischen Städte um. Als sie 1977 Dozentin an der Sorbonne wurde, nahm sie erneut die Interrogations als Grundlage ihrer Beziehungen zu den Studenten. Allerdings verschob sich der Fokus der Fragen. Hatte sie anfangs gefragt „Ist Kunst ein Verlangen?“ oder „Ist Kunst eine Ware?“, stellte sie in den 1990er Jahren die Kunst in Frage: „Ist Kunst sinnlos?“, „Ist Kunst Vereinnahmung?“ oder „Ist Kunst unvermeidlich?“
Von 1976 bis 1980 war Lublin Teil des kurzlebigen Kollektivs Femmes/Art. Zusammen mit den Mitstreiterinnen setzte sie 1978 die Performance Dissolution dans l'eau. Pont Marie, 17 heures um. Am 11. März zog eine Gruppe Frauen zusammen mit Lublins inzwischen zehnjährigem Sohn vom Atelier einer der Künstlerinnen zum Pont Marie, Lublin trug eine große Standarte, auf die sie typische frauenfeindliche Aussagen in Frageform geschrieben hatte: Ist die Frau ein sexuelles Opfer? Ist die Frau ein Bild des Unbefleckten? Ist die Frau Privateigentum? Ist die Frau das Proletariat unter den Geschlechtern? Sie warf das Transparent in die Seine, die wasserlösliche Farbe begann sofort auszubleichen. Im selben Jahr wirkte Lublin an einer Veranstaltungsreihe im Centre culturel du Marais mit, bei dem Künstlerinnen sich mit Wissenschaftlern und Theoretikern zu Vorlesungen, Diskussionsrunden, Präsentationen, aber auch Ausstellungen und Musik-Auftritten zusammensetzen.
Nach diesen abstrakten Performances kehrte sie nach eigenen Aussagen wieder zum Körper und der Sexualität zurück und schuf Installationen und Wandbilder. In den vier Zeichnungen von Le milieu du tableau wird ein Schwert über Zwischenschritte in eine weibliche Scheide eingeführt und löst eine Blutung aus. Bis einschließlich 1985 griff sie auf ikonische Bilder der religiösen Renaissance-Malerei zurück und reduzierte sie durch Ausschnitte auf den Penis des Jesus-Kindes, den sie anhand psychoanalytischer Konzepte auf den „Pippimann der Maler“ (franz. le zizi des peintres) zurückführte. In den ersten Werken dieser Serien stellte sie Ausschnitte von Dürer, del Sarto und Parmigianino gespiegelten Flächen und Bordüren in Grundfarben gegenüber, in Dans le carré du Malevitch (1981) montierte sie die Ausschnitte in graue und schwarze Quadrate und griff damit das Hauptwerk des Suprematismus von Malewitsch auf. Immer handelt es sich laut einem begleitenden Text Lublins um eine Projektion der verdrängten kindlichen Sexualität des Malers, der das Jesuskind in den lediglich verkleinerte Proportionen eines erwachsenen Körpers darstellt, in der Renaissance immer nackt, auf dem Schoß seiner bekleideten Mutter, deren Sexualität nicht im Bild vorkommt.
1989 erfand Lublin sich erneut neu, bei einem Aufenthalt in Buenos Aires entdeckte sie Spuren eines wenig bekannten Aufenthalts von Marcel Duchamp in der Stadt von 1918 bis 1919. In der in Argentinien allgegenwärtigen Werbung für Rose’s Lime Juice glaubte sie den Ursprung für Duchamps weibliches Pseudonym Rose Sélavy gefunden zu haben, das er 1919 annahm, um seine femininen Seiten auszudrücken und unter dem er in den Folgejahren von Man Ray in weiblicher Kleidung fotografiert wurde. Aus Buenos Aires brachte sie neben Reproduktionen der Werbung sowie Eindrücken und Fotos aus dem ehemaligen Atelier Duchamps auch einen Kerzenständer mit, den sie Duchamps zurschrieb. Und sie stahl die Postablage im Wohnhaus Duchamps, ein Holzbrett mit Fächern. Im Sinne eines Objet trouvé stellte sie die Objekte aus dem Umfeld Duchamps aus und übernahm damit das von ihm in die Kunstwelt eingeführte Konzept. 1995 schuf sie eine Kombination aus der Flaschenform von Rose’s juice und Duchamps' Pissoir, in dem sie eine verkleinerte Replik des Pissoirs in zwei ineinander verschränkte Flaschen einschmelzen ließ. Le corps amer (à-mere) war ihr letztes ausgestelltes Werk, es ging kurz nach der Ausstellung kaputt und wurde nicht restauriert.